# Carignano (Fosdinovo)
Carignano è una frazione del comune di Fosdinovo, nella provincia di Massa e Carrara.

## Geografia fisica
Si trova ad ovest del capoluogo comunale, sulla pendice occidentale del poggio di Fosdinovo, a 275 metri sul livello del mare, poco a sud e più in basso di Canepari. 
Il toponimo è un evidente prediale, derivato dal titolare del fondo (il celto-latino Carnius o il gentilizio Carinius). Fino al XIX secolo era conosciuta sia come Carignano che come Carrignano.
Il posto è famoso per le sue cascate e per la bellissima area che le circonda

## Storia
Il paese sorse su un incrocio del percorso che univa i possedimenti dei vescovi di Luni di Ponzanello alla sede diocesana di Sarzana. 
Carignano entrò fin da subito a far parte del neonato Marchesato di Fosdinovo (1355), che nel 1359, alla morte di Gabriele Malaspina, venne spartito tra i fratelli di questi, Guglielmo e Galeotto Malaspina. In particolare, Carignano spettò al primo marchese di Fosdinovo Galeotto I Malaspina. All'epoca era un centro molto piccolo, rientrante nella categoria dei villaggi minori del Marchesato.
Nel 1393, quando ci fu una nuova suddivisione del marchesato, Carignano rimase unito a Fosdinovo, spettando dunque a Spinetta II Malaspina, insieme ai centri di Marciaso, Tendola, Posterla, Colla, villa di Bardine inferiore, San Terenzo, Pompilio, Cecina, Castelnuovo, Vallecchia, Gorasco e altri villaggi minori. Da quel momento in poi, Carignano rimase sempre all'interno del Marchesato di Fosdinovo, fino al suo tramonto avvenuto nel 1797.
Nel 1532 fu eretta una cappella (definita sacellum) da parte di Giovanni Andrea Santi dei Cargiolli di Ponzanello (durante gli ultimi anni del Marchesato di Lorenzo Malaspina) come attesta un'iscrizione con lo stemma familiare dei "Carzolli" (dal nome dei mazzi di canapa) oggi murata sulla parete a sinistra del presbiterio dell'attuale chiesa. 
Con l'ascesa di Napoleone in Italia e la nascita della Repubblica Cisalpina, venne creata la Municipalità di Fosdinovo, di cui faceva parte anche Carignano e a cui facevano capo ben ventuno comunità caratterizzate da un territorio prevalentemente montuoso.
Con l'art. 3 della costituzione approvata il 26 gennaio 1802 nei comizi nazionali di Lione, che diedero vita alla Repubblica Italiana, furono installate dal viceprefetto della Alpi Apuane nel marzo del 1803 nuove municipalità. In particolare, Carignano rimase unito a Fosdinovo, entrando nella Comune di seconda classe di Fosdinovo comprensiva anche di Giucano, Cortila, Gragnola, Marciaso, Pian di Molino, Pieve di Viano, Ponzanello, Posterla, Pulica e Tendola.
Un'ulteriore riorganizzazione amministrativa attuata nel 1804 determinò che in Lunigiana le Comuni fossero solo di terza classe, ossia con meno di 3.000 abitanti. Dallo smembramento della Municipalità di Fosdinovo si originò nel tempo anche la Comune di Fosdinovo (con le su ville, tra cui Carignano) e Giucano, che esistette fino al 1811, anno in cui si costituì l'Impero francese.
Nel 1833 Carignano era un centro che contava 205 abitanti.

## Monumenti e luoghi d'interesse
- Chiesa della Natività di Maria. Sorge all'entrata del borgo e conserva una decorazione interna pienamente novecentesca, con affreschi ed un coro ligneo del 1911.
- Traccia di un precedente edificio religioso all'interno della chiesa è offerta dall’epigrafe, con stemma familiare dei “Carzolli” (Cargiolli) dal nome dei mazzi di canapa, murata sulla parete a sinistra del presbiterio, che ricorda l’erezione di un sacellum da parte di Giovanni Andrea Santi dei Cargiolli di Ponzanello (1532).
- cascate

## Società

### Religione
Carignano è stata fin del Cinquecento una delle 14 rettorie del vicariato foraneo di Fosdinovo nella diocesi di Luni.
Carignano è sede della Parrocchia della Natività di Maria Santissima della Diocesi di Massa Carrara-Pontremoli. Da maggio 2014, fa parte dell'Unità Pastorale di Fosdinovo, guidata dal prevosto Don Giovanni Perini, all'interno, dal marzo 2017, del Vicariato di Carrara (prima si trovava in quello di Aulla). I parrocchiani sono 148. La festa del patrono si festeggia con la solennità dell'8 settembre, in questo giorno viene fatta la tradizionale processione .